# USSR International 1991
Die USSR International 1991 im Badminton fanden vom 25. bis zum 27. Oktober 1991 in Moskau statt.

## Sieger und Platzierte
| Disziplin    | Gold                                | Silber                      | Bronze                                     |
| ------------ | ----------------------------------- | --------------------------- | ------------------------------------------ |
| Herreneinzel | Park Sung-woo                       | Mikhail Korshuk             | Peter Bush                                 |
| Herreneinzel | Park Sung-woo                       | Mikhail Korshuk             | Peter Knowles                              |
| Dameneinzel  | Elena Rybkina                       | Kim Ji-hyun                 | Suzanne Louis-Lane                         |
| Dameneinzel  | Elena Rybkina                       | Kim Ji-hyun                 | Park Jin-hyun                              |
| Herrendoppel | Park Joo-bong Kim Moon-soo          | Kim Hyung-jin Park Sung-woo | Christian Jakobsen Martin Lundgaard Hansen |
| Herrendoppel | Park Joo-bong Kim Moon-soo          | Kim Hyung-jin Park Sung-woo | Igor Dmitriev Vitaliy Shmakov              |
| Damendoppel  | Natalja Ivanova Julia Martynenko    | Kang Bok-seung Kim Ji-hyun  | Marina Andrievskaia Viktoria Pron          |
| Damendoppel  | Natalja Ivanova Julia Martynenko    | Kang Bok-seung Kim Ji-hyun  | Svetlana Alferova Marina Yakusheva         |
| Mixed        | Vitaliy Shmakov Vlada Chernyavskaya | Nikolai Sujew Irina Serova  | Jim Laugesen Rikke Broen                   |
| Mixed        | Vitaliy Shmakov Vlada Chernyavskaya | Nikolai Sujew Irina Serova  | Christian Jakobsen Marianne Rasmussen      |